# Karl Löning (Attentäter)
Karl Löning (auch Carl Löning; * 1791 in Idstein; † 18. Juli 1819 in Wiesbaden) war ein deutscher Apotheker und Attentäter.

## Leben
Karl Löning besuchte das Gymnasium in Idstein und machte eine Ausbildung zum Apotheker in Aschaffenburg und Nürnberg. Ab 1814 war er Apotheker in der Lindenapotheke Idstein, die seinem Vater Clamor Philipp Lönig gehörte.
Am 1. Juli 1819 verübte Löning ein Attentat auf den nassauischen Regierungspräsidenten Carl Friedrich Emil von Ibell in Bad Schwalbach. Das Attentat scheiterte, Ibell überlebte und Löning wurde verhaftet. Im Gefängnis fügte er sich durch das Verschlucken von Glasscherben so schwere Verletzungen zu, dass er daran am 18. Juli starb.
Aufgrund der zeitlichen Nähe und des ähnlichen Vorgehens handelt es sich bei dem Attentat Lönings vermutlich um eine Nachahmungstat zu dem Anschlag Karl Ludwig Sands auf den Schriftsteller August von Kotzebue. Dazu beigetragen hat sicherlich die publizistische Verbreitung und auf Seiten der Nationalen auch die Glorifizierung der Tat Sands.
Die beiden Attentate waren Auslöser und Vorwand für die sogenannten Karlsbader Beschlüsse. Die herrschenden Dynastien und Regierungen sahen in dem Attentatsversuch einen weiteren Beweis weitergehender Verschwörungen gegen die etablierte Ordnung und damit ein zu bekämpfendes Bedrohungsszenario. Nationale und Liberale versuchten hingegen, Lönings Tat als die eines psychopathischen Einzelgängers darzustellen.
Löning war Mitglied in der 1814 gegründeten Idsteiner Deutschen Gesellschaft und stand in Kontakt mit Fritz und Wilhelm Snell sowie zu den „Gießener Schwarzen“. Eine Beteiligung oder Verschwörung einer größeren Gruppe wurde vermutet, konnte aber nie nachgewiesen werden. Als Hintergründe für die Tat kommen das 1815 durch Ibell ausgesprochene Verbot der Deutschen Gesellschaften in Nassau infrage sowie Erfahrung Lönings während seiner botanischen Studien. Dabei war er unmittelbar mit Klagen der Landbevölkerung über die nassauische Regierung und Verwaltung konfrontiert worden. Unmittelbarer Auslöser können die durch Ibell betriebene Entlassung von Lönings Freund Snell wegen einer vermutlich von diesem verfassten Flugschrift im Mai 1818 sowie der ähnlich gelagerte Fall des Wiesbadener Beamten Bergmann im März 1819 gewesen sein.

## Weblink
- Vermerk in der Chronologie von Idstein (Memento vom 24. April 2016 im Internet Archive)

| Personendaten    | Personendaten                      |
| ---------------- | ---------------------------------- |
| NAME             | Löning, Karl                       |
| ALTERNATIVNAMEN  | Löning, Carl                       |
| KURZBESCHREIBUNG | deutscher Apotheker und Attentäter |
| GEBURTSDATUM     | 1791                               |
| GEBURTSORT       | Idstein                            |
| STERBEDATUM      | 18. Juli 1819                      |
| STERBEORT        | Wiesbaden                          |